# Bill Fiedler
William Fiedler, detto Bill (Brick, 10 gennaio 1910 – Brick, 30 settembre 1985), è stato un calciatore statunitense, di ruolo centrocampista.

## Carriera
Prese parte ai mondiali del 1934 con la Nazionale statunitense e ai Giochi Olimpici del 1936.